# Шинде
Ши́нде (порт. Chinde) — портове місто в центральному Мозамбіку. Розташоване біля гирла Шинде, єдиного з рукавів дельти Замбезі, придатного для судноплавства. Порт Шинде обслуговує переважно експорт цукру і копри, це також важливий рибальський центр. Населення 16 000 осіб (1980).
Наприкінці XIX ст. Шинде мав велике значення як британська зона вільної торгівлі (заснована в 1891 році) для експортних товарів з Північної Родезії (сучасна Замбія), але після будівництва залізниці, яка з'єднала Родезію з Бейрою, і відповідного розширення порту в Бейрі (приблизно 1907) Шинде прийшов в занепад і втратив своє значення як основний транзитний пункт родезійського експорту.
| Мозамбік | Це незавершена стаття з географії Мозамбіку. Ви можете допомогти проєкту, виправивши або дописавши її. |